# Сохачев
Соха̀чев (на полски: Sochaczew) е град в Централна Полша, Мазовско войводство. Административен център е на Сохачевски окръг, както и на селската Сохачевска община, без да е част от нея. Обособен е в самостоятелна градска община с площ 26,19 км2.

## География
Градът се намира в историческата област Мазовия. Разположен е край двата бряга на река Бзура, на 57 километра западно от Варшава, на 27 колометра северозападно от Жирардов, на 79 километра североизточно от Лодз и на 61 километра югоизточно от Плоцк.

## История
За пръв път селището е споменато в писмен източник през 1138 година. Получава градски права преди 1368 година.
В периода 1975 – 1998 година е част от Скерневишкото войводство.

## Население
Населението на града възлиза на 37 585 души (2010). Гъстотата е 1 435,09 души/км2.

## Личности

### Родени в града
- Анджей Анджеевски – офицер, бригаден генерал
- Богуслав Либерадзки – политик
- Мариуш Камински – политик
- Марек Викински – политик

## Градове партньори
- Окръг Мелтън, Великобритания
- Городок, Украйна

## Галерия
- градски плаж на река Бзура
- Парк „Гарболевски“
- Площад „Обронцов“
- Останки от замък на времето на Мазовското княжество
- Сграда на градската управа
- Сграда на общинската управа
- Доминикански манастир, основан през 1244 г., картичка от началото на ХХ век
- Останки от града след Втората световна война
- Паметник в Холон (Израел) на мъченическата смърт на евреите от Сокачев
- Дворцовият комплекс в Червонка
- Старото кметство, сега Музей на Сокачевския край и на битката при река Бзура
- Статуя на Христос от 1919 г.
- Железопътната гара